# Кукоз, Фёдор Иванович
Фёдор Иванович Кукоз (1924—2010) — советский учёный-химик, профессор, доктор технических наук, действительный член (академик) Международной академии наук Высшей школы.
Внес большой вклад в развитие теории и практики электрохимических производств. Был пионером в исследовании влияния ультразвуковых и магнитных полей на кинетику электрохимических процессов, стал автором новых методов определения потенциала нулевого заряда электродов.

## Биография
Родился в 1924 году в селе Стыла Донецкой области, являвшегося греческим поселением.
После окончания школы в 1941 году поступил в Ростовский педагогический институт. Со студенческой скамьи, в 1942 году, добровольцем ушел на фронт. Старший сержант пехотного полка, разведчик, он был трижды ранен и за боевые заслуги в Великой Отечественной войне награждён четырьмя орденами и медалью.
После войны, в 1945 году, Фёдор Иванович продолжил учёбу и в 1949 году с отличием окончил физико-математический факультет Ростовского государственного университета. В этом же году началась его педагогическая и научная деятельность в Новочеркасском политехническом институте. Работая ассистентом, доцентом, а затем профессором и в течение 20 лет — заведующим кафедрой технологии электрохимических производств, деканом химико-технологического факультета и более 15 лет — проректором по научной работе Новочеркасского политехнического института.
Умер в 2010 году, похоронен в Новочеркасске.

## Труды
Ф. И. Кукозом опубликованы 5 монографий (в соавторстве), большое количество научных статей и получено значительное количество авторских свидетельств и патентов. Им опубликовано свыше 100 учебников и учебных пособий. Многие годы он входил в состав научно-методического Совета Минвуза СССР по химическому образованию, рецензировал учебные программы, учебники и учебные пособия. Являлся председателем отделения РХО им. Д. И. Менделеева (по Ростовской области), председателем областного совета научно-исследовательской работы студентов, заместителем председателя областного штаба по комплексной программе «Экономия топливно-энергетических ресурсов», редактором многотиражной газеты «Кадры индустрии», членом редколлегии журнала «Известия Северо-Кавказского научного центра высшей школы».

## Награды и память
- Кавалер орденов Отечественной войны 2-й степени, Красной Звезды, Трудового Красного Знамени, «Знак Почёта», а также медали.
- Заслуженный деятель науки и техники Российской Федерации.
- Почетный работник высшего профессионального образования России.
- Почетный гражданин города Новочеркасска.
- На кафедре «Экологии, Технологии Электрохимических Производств и Ресурсосбережения» ЮРГПУ (НПИ) где он проработал много лет, установлена памятная мемориальная доска.